# Cadena de las Américas
La Cadena de las Américas fue una emisión especial transmitida en 1992 por la cadena Televisa y otras cadenas americanas de televisión, en conmemoración de los 500 años de la llegada de Cristóbal Colón a América. Duró un total de 176 días, entre el 20 de abril y el 12 de octubre de 1992. En el proyecto participaron 19 países de habla hispana.
La transmisión constaba de programas de una hora de duración, cuyo título era el nombre del país al cual estaba dedicado el programa. Cada programa dedicado a un país mostraba diversos aspectos de la cultura, la religión, los usos y costumbres, personajes históricos importantes, lugares de interés, grupos étnicos, geografía, economía, problemas que afrontaba el país, etc.
Adicional a eso, se transmitían diversos programas especiales, así como una telenovela titulada Carrusel de las Américas, transmitida por las cadenas americanas de televisión al final de la transmisión diaria y en Televisa en el horario de las telenovelas infantiles.

## Países integrantes
Los países que participaron en la Cadena de las Américas fueron (en orden de presentación):
| País                 | Canal o cadena                                          |
| -------------------- | ------------------------------------------------------- |
| Argentina            | ATC y Canal 9 Libertad                                  |
| Bolivia              | ATB                                                     |
| Chile                | Megavisión y RTU                                        |
| Colombia             | Cadena 3                                                |
| Costa Rica           | Sinart                                                  |
| Ecuador              | Gama TV                                                 |
| El Salvador          | TCS (Canales 2, 4 y 6)                                  |
| España               | TVE                                                     |
| Estados Unidos       | Univisión y Telemundo                                   |
| Guatemala            | RTG (Canales 3 y 7)                                     |
| Honduras             | TVC (Telesistema Hondureño, Canal 5 y Telecadena 7 y 4) |
| México               | Televisa (El Canal de las Estrellas y Canal 4)          |
| Nicaragua            | Televicentro                                            |
| Panamá               | RPC TV                                                  |
| Paraguay             | SNT y RPC                                               |
| Perú                 | América TV, ATV y Frecuencia Latina                     |
| Puerto Rico          | Telemundo                                               |
| República Dominicana | RTVD                                                    |
| Uruguay              | Monte Carlo TV                                          |
| Venezuela            | Venevisión                                              |

## Programas
Además de los programas dedicados a los países, se transmitían entre otros, los siguientes programas:
- Carrusel de las Américas: telenovela conmemorativa de los 500 años de la llegada de los españoles al continente americano. Cada niño de la telenovela representaba la manera de pensar de un país diferente. Protagonizada por Gabriela Rivero, Irán Eory, Ricardo Blume y Marisol Santacruz.
- Iberoamérica Hoy: programa de media hora conducido por Julieta Rosen y Gonzalo Vega, que transmitía breves reportajes de los países participantes. Este programa finalizaba con una fábula típica de algún país del continente americano.
- El Sida: enfermedad del siglo XXI: reportajes e investigaciones especiales sobre el sida y sus repercusiones en la sociedad latinoamericana.
- Y Vero América Va: Programa musical conducido por la actriz Verónica Castro. La característica principal del show fue que, además de presentar a los artistas más destacados de cada país o estado, se adentraba en la vida cotidiana de sus habitantes, con el propósito de conocer las costumbres y tradiciones que hacían única a cada región.
- Toros: corrida de las Américas.[1]
- Encuentro para Gente Grande: Programa del conocimiento de los sucesos y la cultura del continente iberoamericano y España.

## Temas de los programas
Entre otros, los programas trataban los siguientes temas:
- Demografía
- Sociedad
- Geografía
- Religión
- Flora y fauna
- Usos y costumbres
- Música
- Deportes